# Xadrez na Escandinávia

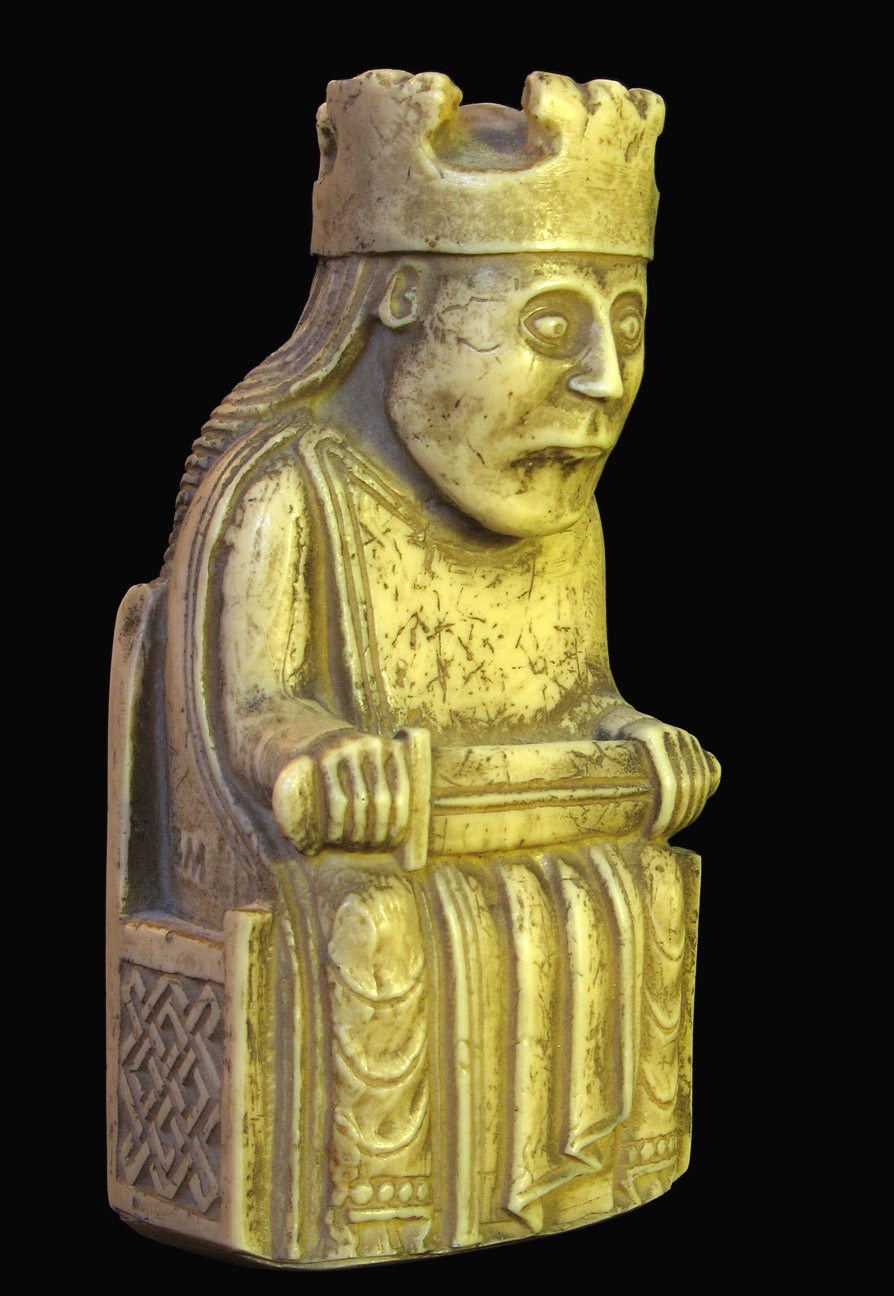
Figura do Rei, no conjunto de peças de Lewis.

O Xadrez na Escandinávia refere-se a contribuição dos países escandinavos (Suécia, Noruega, Islândia e Dinamarca) na história do xadrez desde sua assimilação no século XII até a atualidade. Não se sabe ao certo se os países do norte europeu receberam o xadrez do Império Bizantino ou diretamente dos Persas, antes das regras terem sido modificadas ao sul. Especula-se que o Rei Canuto (Inglaterra e Dinamarca) aprendeu a jogar xadrez durante a sua peregrinação a Roma no ano de 1027.
A arqueologia escandinava sobre o xadrez é rica em evidências sendo o conjunto mais importante as Peças de Lewis, encontradas na Escócia no final do século XVIII. Estima-se que tenham sido criadas por volta do século XII, e a ornamentação característica indica que sejam de origem norueguesa. Inicialmente o xadrez era praticado principalmente pela corte, embora tenha existido restrições assim como em outros países. Uma das histórias envolvendo o Rei Canuto II da Dinamarca, conta que este mandou matar Urf the Jart após este ter reclamado pelo fato do Rei ter voltado a jogada após um movimento ruim.